# Zaki Baydoun
Zaki Baydoun (arabiska: زكي بيضون), född i Tyros, Libanon 1981, är en libanesisk poet och målare. Han har en masterexamen i filosofi från Université de Saint-Denis i Paris, efter en uppsats om Immanuel Kant. Baydoun har gett ut två diktsamlingar och ställt ut sin konst på flera utställningar i Libanon. Han var en av de 39 arabiska författare under 40 år som valdes ut till antologin Beirut 39, huvudprojektet när Beirut var Unescos bokhuvudstad 2009.